# فرانك أندرسون (لاعب كرة قاعدة)
فرانك أندرسون (بالإنجليزية: Frank Anderson)‏ هو لاعب كرة قاعدة أمريكي، ولد في 14 فبراير 1959.